# Oskarshamns stadskyrka
Oskarshamns stadskyrka är uppförd 1876 och hör till Oskarshamns församling  i  Växjö stift, Kalmar län. 

## Historia
Oskarshamn som tidigare kallades Döderhultsvik  tillhörde tidigare Döderhults församling. 1872 blev det bestämt att Oskarshamn skulle utgöra annexförsamling till Döderhult. 1919 upphöjdes Oskarshamn till eget pastorat. 
1860 sammankallade kontraktsprost J. Carlstedt Oskarshamns röstberättigade invånare för att avgöra frågan om en ny kyrkobyggnad skulle uppföras. Kyrkostämman beslutade enigt att en kyrkobyggnadsfond skulle bildas för ändamålet. 1874 begärdes anbud in på kyrkobyggnaden. Samma år tecknades byggnadskontrakt med Kajerdt och Malm som för 110 000 kronor skulle utföra entreprenaden. Kyrkan byggdes i tidstypisk nygotisk stil efter ritningar av arkitekt J.P. Schonberg. Den 3 december 1876 invigdes kyrkan inför 1 500 personer. 

## Kyrkobyggnaden
Kyrkan  är orienterad i öst västlig riktning med koret i öster och huvudingången i tornbyggnadens nederdel  i väster.  I tornet med den höga gotiska spiran  omgiven av fyra mindre spiror hänger kyrkans tre klockor som är gjutna av J.O.Beckman & Co. 
Kyrkans interiör präglas av nygotikens stilideal.  Konstnären Filip Månsson har försett  taket och koret med målningar. 1898 erhöll kyrkan en altarprydnad utförd av konstnären Sigrid Blomberg. 
1902 och 1929 fick kyrkans som gåva fyra korfönster enligt förslag utarbetade av konstnärerna CRC Callmander och Albert Eld.
Vid restaureringen 1927 erhöll kyrkan ljuskronor i trä utförda av träsnidaren Anton Källström efter ritningar av arkitekt Ernst Spolén.
2008-2010 var kyrkan stängd för mögelsanering och restaurering.Den återöppnades 10 oktober 2010.

## Bildgalleri

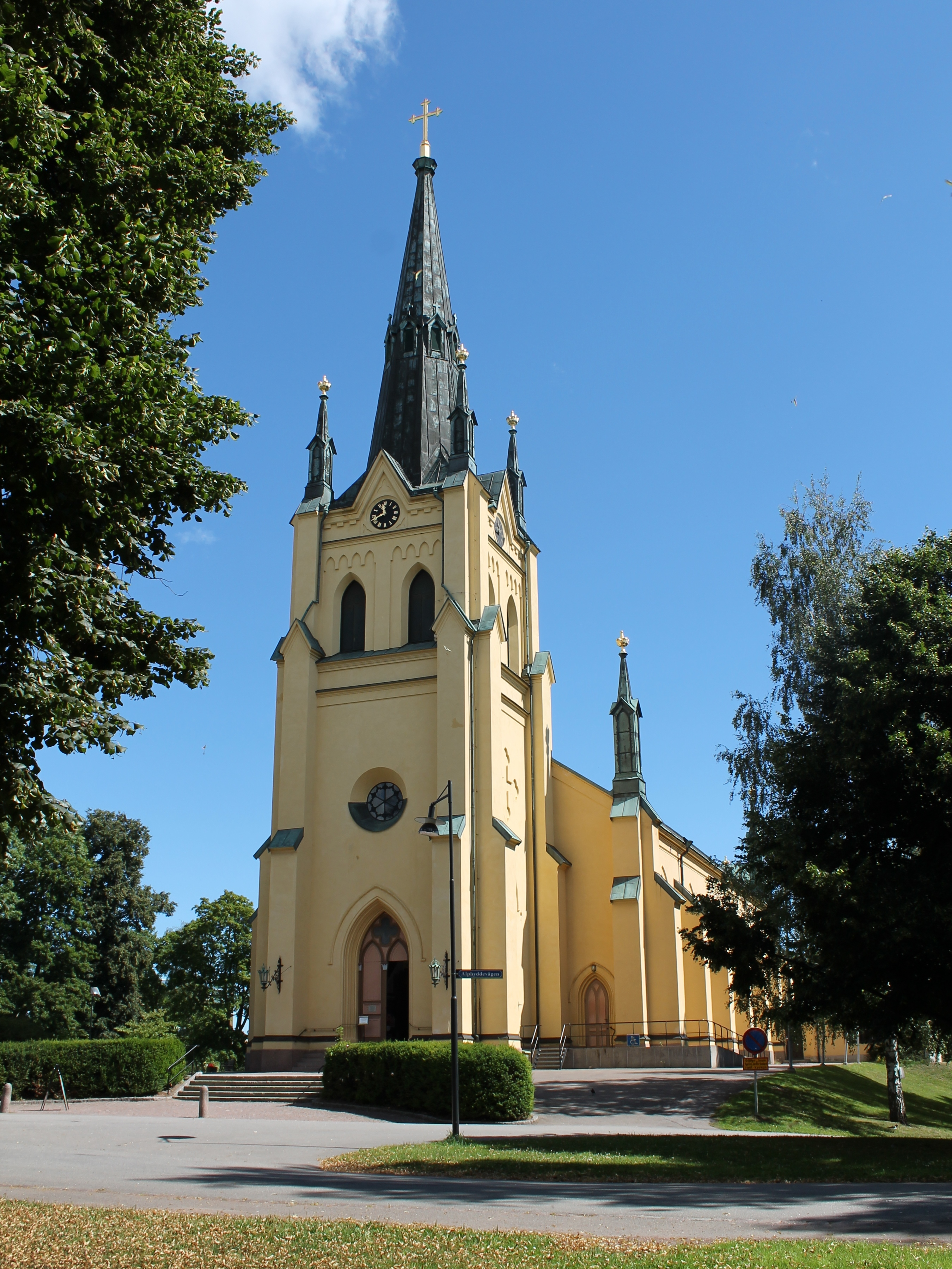
Exteriör från väster
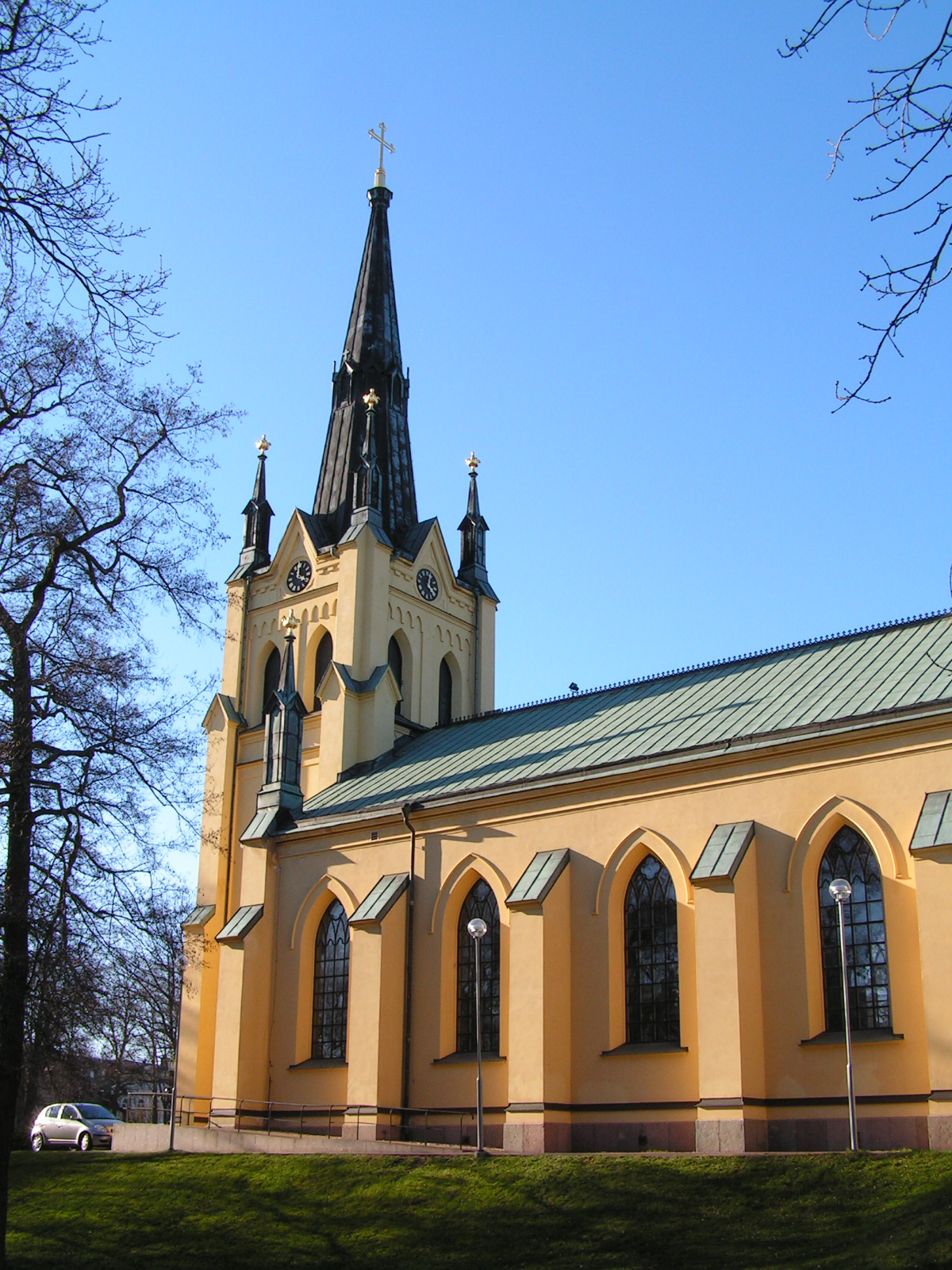
Exteriör från söder
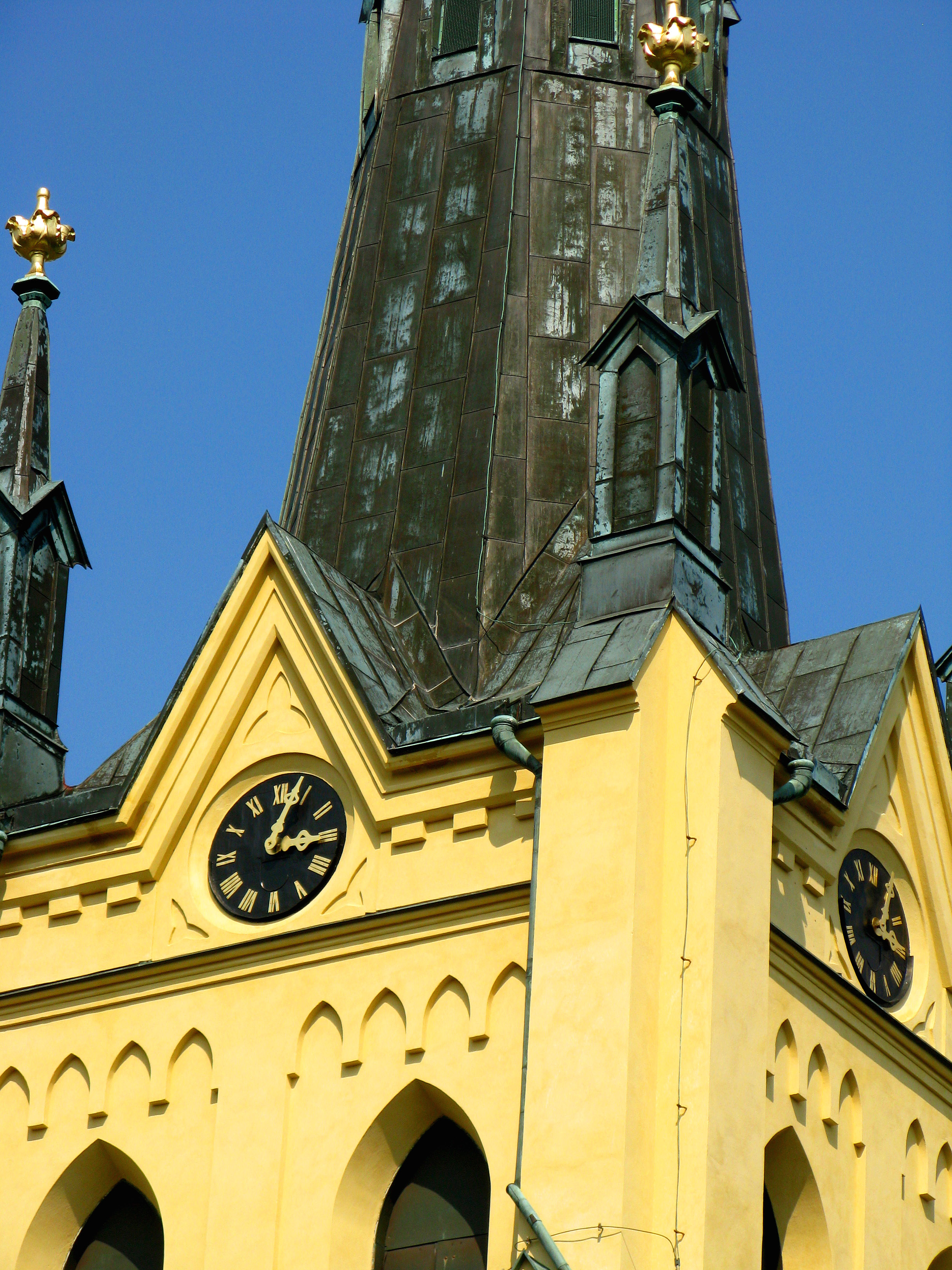
Tornet
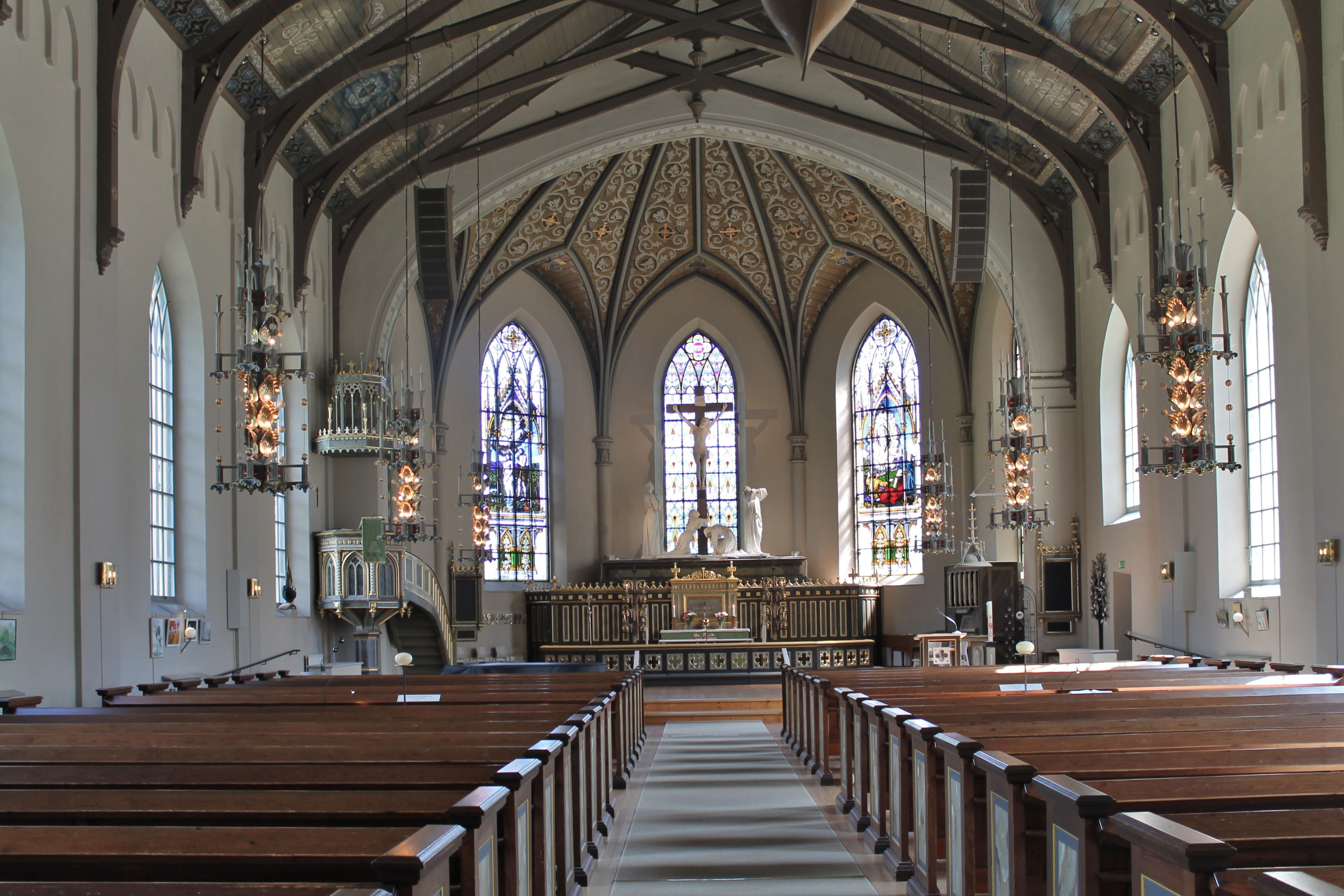
Interiör mot öster
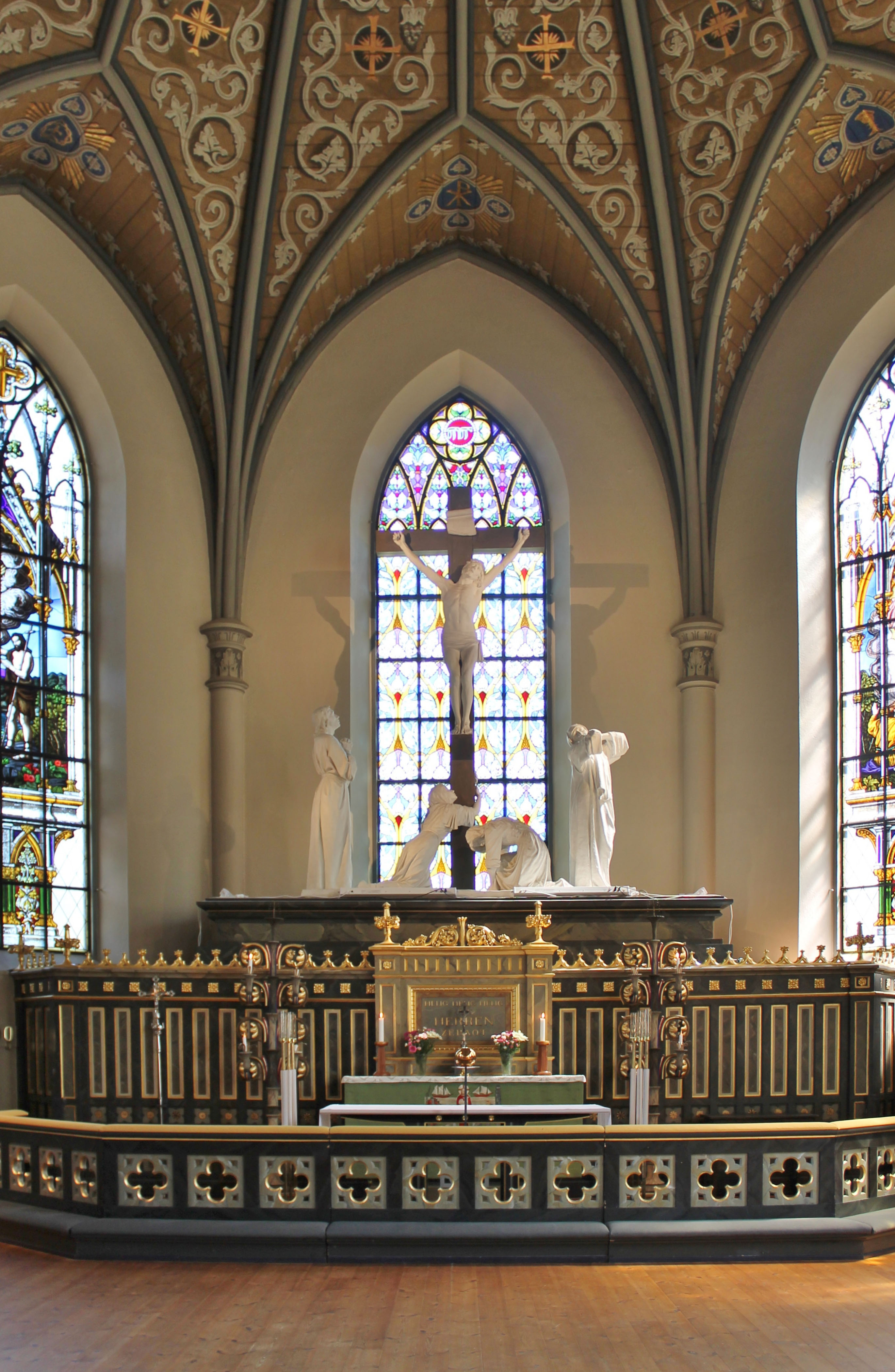
Koret
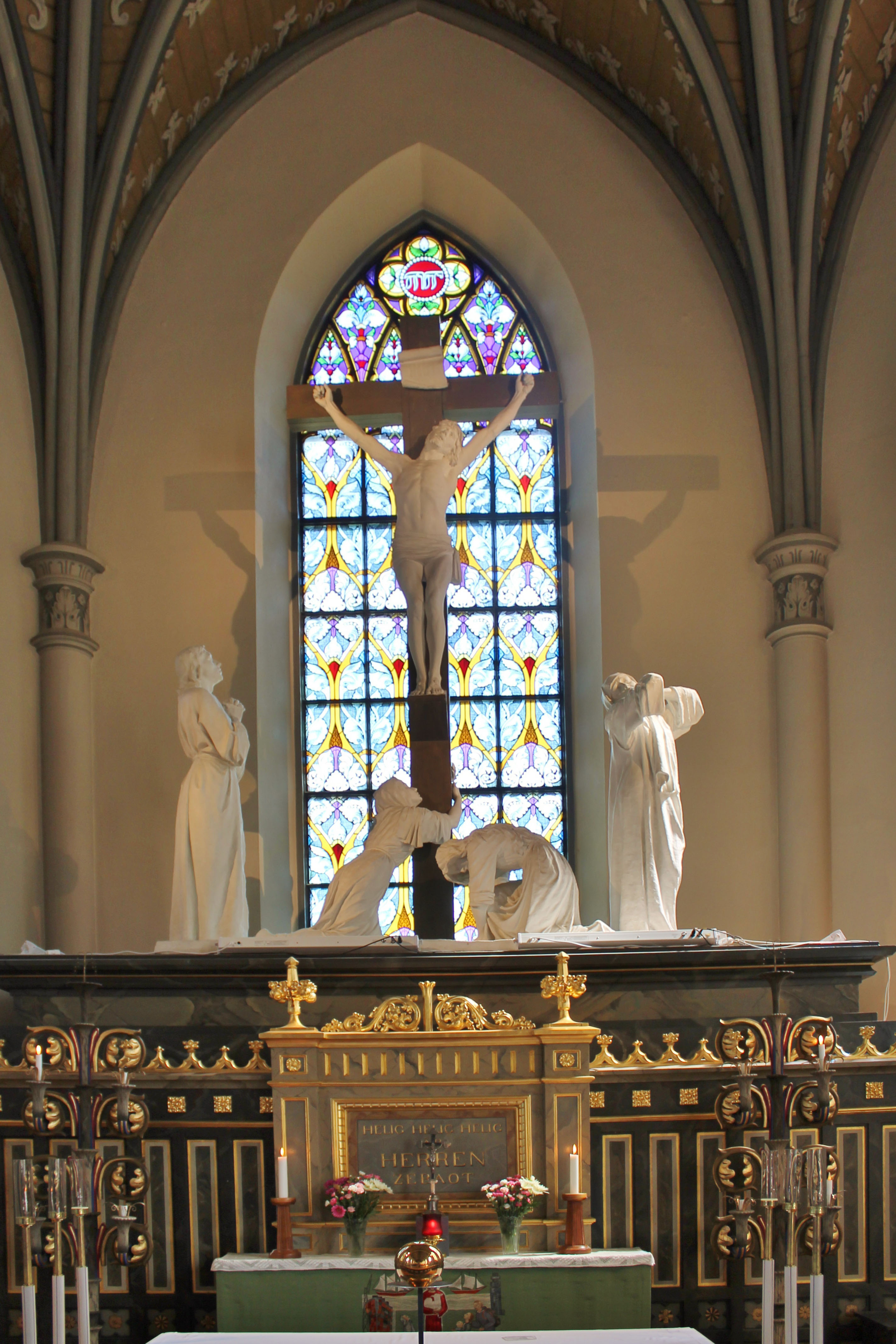
Altaruppsatsen
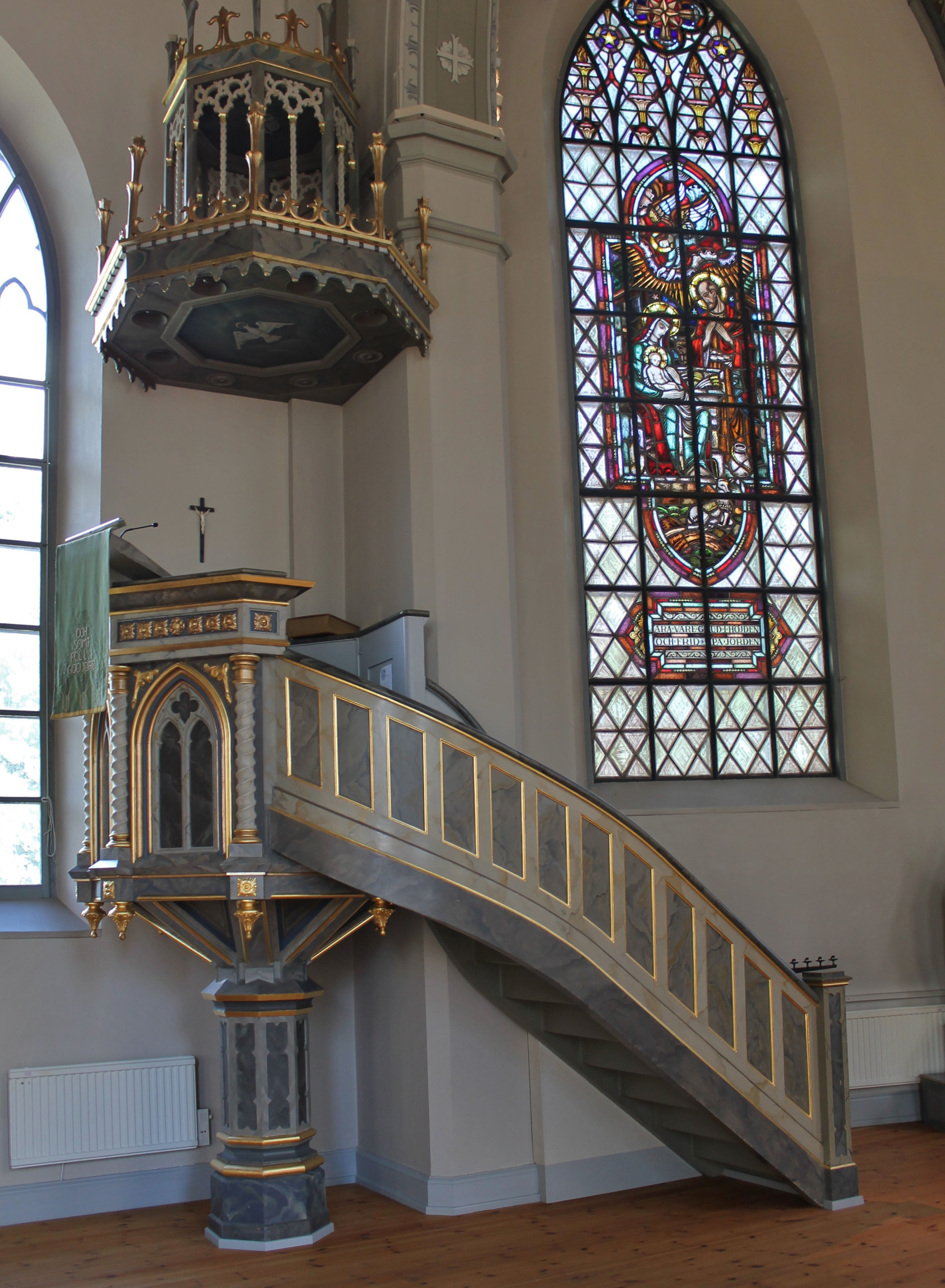
Predikstolen
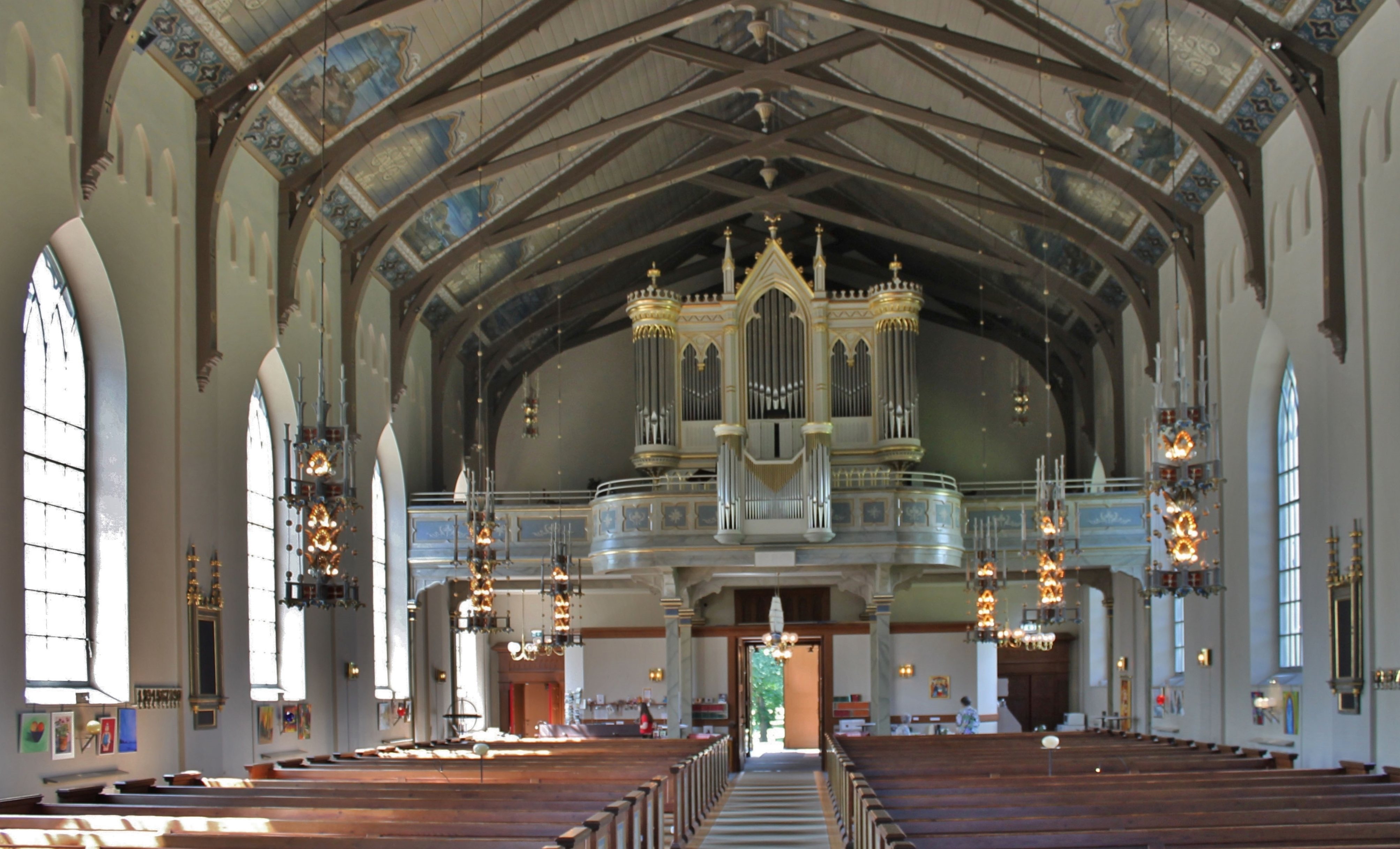
Kyrkorummet med orgelläktaren

## Orgel

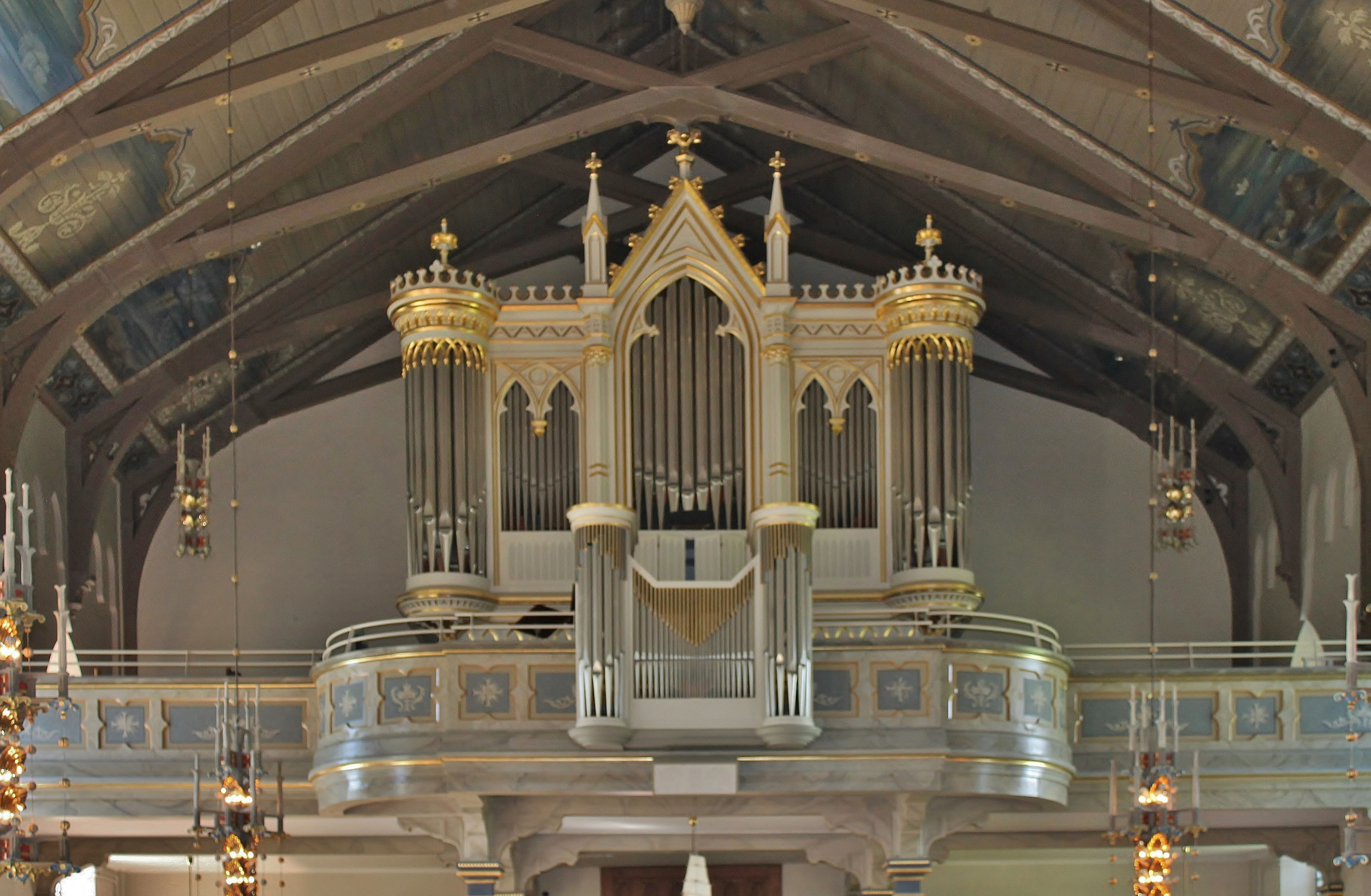
Läktarorgeln

- 1877 byggde firma E. A. Setterquist och Son ett orgelverk med 28 stämmor. Orgeln invigdes söndagen den 2 december 1877.[4]

| 1a manualen         | 2a manualen         | Pedalen        |
| Principal 16’       | Quintatön 16’       | Violon 16’     |
| Borduna 16’         | Principal 8’        | Subbas 16’     |
| Principal 8’        | Salicional 8’       | Qvinta 12’     |
| Gamba 8’            | Rörfleut 8’         | Violoncelle 8’ |
| Flûte Harmonique 8’ | Flûte Octaviante 4’ | Gedackt 8’     |
| Borduna 8’          | Gambette 4’         | Octava 4’      |
| Octava 4’           | Waldfleut 2'        | Basun 16’      |
| Octava 2’           | Corno 8’            | Trumpet 8’     |
| Cornett 3 chor      | Euphone 8’          |                |
| Trumpet 16’         |                     |                |
| Trumpet 8’          |                     |                |

- 1908 byggde firma Åkerman och Lund en orgel med 31 stämmor.
- 1965 tillverkades ett nytt mekaniskt orgelverk av Paul Ott, Göttingen, Tyskland. [5]

| Ryggpositiv (I) | Huvudverk (II)  | Bröstverk (III) | Pedal         | Koppel |
| Gedackt 8’      | Quintade 16’    | Trägedakt 8’    | Subbas 16’    | I/P    |
| Principal 4’    | Principal 8’    | Blockflöjt 4’   | Principal 8’  | II/P   |
| Rörflöjt 4’     | Hålflöjt 8’     | Principal 2’    | Gedacktbas 8’ | I/II   |
| Nasard 2 ⅔′     | Oktava 4’       | Ters 1 ⅗′       | Oktava 4’     | III/II |
| Waldflöjt 2’    | Gedakt 4’       | Quinta 1 ⅓′     | Nachthorn 2’  |        |
| Ters 1 ⅗′       | Quinta 2 ⅔′     | Cymbel 2 chor   | Mixtur 4 chor |        |
| Oktava 1’       | Oktava 2’       | Vox humana 8’   | Basun 16’     |        |
| Scharf 3-4 chor | Mixtur 5-6 chor | Tremulant       | Clarino 4’    |        |
| Dulcian 16’     | Trumpet 8’      |                 |               |        |
| Tremulant       |                 |                 |               |        |

### Kororgel
- 1978 byggde Grönlunds orgelbyggeri en mekanisk orgel med 7 stämmor.

| Manual        | Pedal      | Koppel  |
| Gedackt 8’    | Subbas 16’ | Man/Ped |
| Principal 4’  |            |         |
| Rörflöjt 4’   |            |         |
| Waldflöjt 2’  |            |         |
| Cymbel 2 chor |            |         |
| Dulcian 8’    |            |         |